# Volo Katekavia 9357
Il volo Katekavia 9357 era un volo di linea nazionale da Krasnojarsk a Igarka, in Russia, che si schiantò durante l'avvicinamento nella nebbia nelle prime ore del 3 agosto 2010, uccidendo dodici delle quindici persone a bordo.
L'indagine sull'incidente concluse che l'equipaggio aveva tentato un avvicinamento in condizioni di visibilità peggiori dei minimi approvati per quell'aerodromo e aeromobile, e non riuscì a eseguire una procedura di mancato avvicinamento in modo tempestivo prima che l'aereo colpisse alberi e terreno.

## L'aereo
Il velivolo coinvolto era un Antonov An-24RV equipaggiato con 2 motori turboelica con numero di serie 47310003 e registrazione RA-46524. Costruito nel 1974, al momento dell'incidente aveva accumulato quasi 54 000 ore di volo.

## L'incidente
L'aereo si schiantò durante l'avvicinamento all'aeroporto di Igarka, a circa 700 metri dalla pista. Le condizioni meteorologiche al momento dell'incidente erano piovose, con nuvole leggere e temporali nell'area. L'incidente avvenne intorno alle 01:40 ora locale (17:40 UTC, 2 agosto). Un'agenzia governativa, la Federal Air Transport Agency, affermò che "l'aereo virò a destra dalla sua rotta ed entrò in collisione con il terreno davanti alla pista".
Dieci dei passeggeri e un membro dell'equipaggio a bordo dell'aereo morirono nello schianto, mentre tre membri dell'equipaggio e un passeggero sopravvissero. Il passeggero morì in ospedale per le ferite riportate il 3 agosto 2010, portando il bilancio delle vittime a dodici. Gli altri tre sopravvissuti riportarono solo ferite lievi. I tre sopravvissuti erano il pilota, il copilota e l'ingegnere di volo.

## Conseguenze
Subito dopo l'incidente, l'incendio venne spento, consentendo la ricerca delle scatole nere dell'aereo. Un'indagine venne avviata poco dopo l'incidente. Sia il registratore vocale della cabina di pilotaggio (CVR) che il registratore dei dati di volo (FDR) furono recuperati, sebbene il CVR contenesse solo i dati dei primi 80 minuti del volo di 90 minuti. Il FDR conteneva una registrazione completa del volo.
A seguito dell'incidente, venne avviata un'indagine governativa sulle pratiche operative di Katekavia.

## Le indagini
Un'indagine preliminare indicò che l'incidente era avvenuto a causa della nebbia nella zona, portando l'aereo a colpire gli alberi prima della pista.
Il rapporto finale sull'incidente del MAK (Interstate Aviation Committee) di Mosca fu pubblicato nell'ottobre 2010, concludendo che la causa dell'incidente era stato il tentativo di avvicinamento in condizioni peggiori dei minimi meteorologici dell'aerodromo, dell'aereo e del comandante. L'equipaggio non riuscì a prendere una decisione tempestiva per effettuare una riattaccata. Scesero al di sotto dell'altitudine minima di sicurezza stabilita in assenza di un contatto visivo affidabile con le luci di pista o di avvicinamento, il che portò a una collisione del velivolo con alberi e terreno.
Il MAK commentò che se le raccomandazioni successive all'incidente del 2007 del volo UTair 471 fossero state implementate, l'incidente avrebbe potuto essere prevenuto. Vennero formulate 19 raccomandazioni di sicurezza.